# Filtet hestehov
Filtet hestehov (Petasites spurius) er en plante i kurvblomst-familien, der i Danmark vokser temmelig sjældent i klitter, på sandstrand og på strandvolde. Stænglen har glinsende, op til 10 centimeter lange skæl.